# Danmark i olympiska sommarspelen 1928
Danmark deltog med 91 deltagare vid de olympiska sommarspelen 1928 i Amsterdam. Totalt vann de sex medaljer och slutade på trettonde plats i medaljligan.

## Medaljer

### Guld
- Henry Hansen - Cykling, linjelopp
- Henry Hansen, Leo Nielsen och Orla Jørgensen - Cykling, linjelopp lag
- Willy Hansen - Cykling, 1 km tempolopp

### Silver
- Vilhelm Vett, Nils Otto Møller, Aage Høy-Petersen, Peter Schlütter och Sven Linck - Segling, 6-metersklass

### Brons
- Michael Michaelsen - Boxning, tungtvikt
- Willy Hansen - Cykling, sprint